# Vasilis Kostopoulos
Vasilis Kostopoulos (* 16. Februar 1995 in Athen) ist ein griechischer Volleyballspieler.

## Karriere
Kostopoulos begann seine Karriere 2009 bei Panerythraikos VC. Mit den griechischen Junioren nahm er 2013 an der Europameisterschaft teil. 2015 wechselte der Außenangreifer zu Panachaiki VC Patras. 2018 wurde er vom deutschen Bundesligisten United Volleys Frankfurt verpflichtet. 2019 kehrte Kostopoulos zurück nach Griechenland zu Foinikas Syros.